# Hazel Green (condado de Grant, Wisconsin)
Hazel Green es un pueblo ubicado en el condado de Grant en el estado estadounidense de Wisconsin. En el Censo de 2010 tenía una población de 1.132 habitantes y una densidad poblacional de 12,45 personas por km².

## Geografía
Hazel Green se encuentra ubicado en las coordenadas 42°33′7″N 90°29′12″O / 42.55194, -90.48667. Según la Oficina del Censo de los Estados Unidos, Hazel Green tiene una superficie total de 90.94 km², de la cual 90.94 km² corresponden a tierra firme y (0%) 0 km² es agua.

## Demografía
Según el censo de 2010, había 1.132 personas residiendo en Hazel Green. La densidad de población era de 12,45 hab./km². De los 1.132 habitantes, Hazel Green estaba compuesto por el 97.88% blancos, el 0.53% eran afroamericanos, el 0% eran amerindios, el 0.09% eran asiáticos, el 0% eran isleños del Pacífico, el 1.41% eran de otras razas y el 0.09% pertenecían a dos o más razas. Del total de la población el 1.77% eran hispanos o latinos de cualquier raza.